# 47-й саммит G7
47-й саммит «Большой семерки» (G7) — международная встреча на высшем уровне, прошедшая 11-13 июня 2021 года в Сент-Айвсе, Корнуолле, Англии во время председательства Великобритании.

## Участники

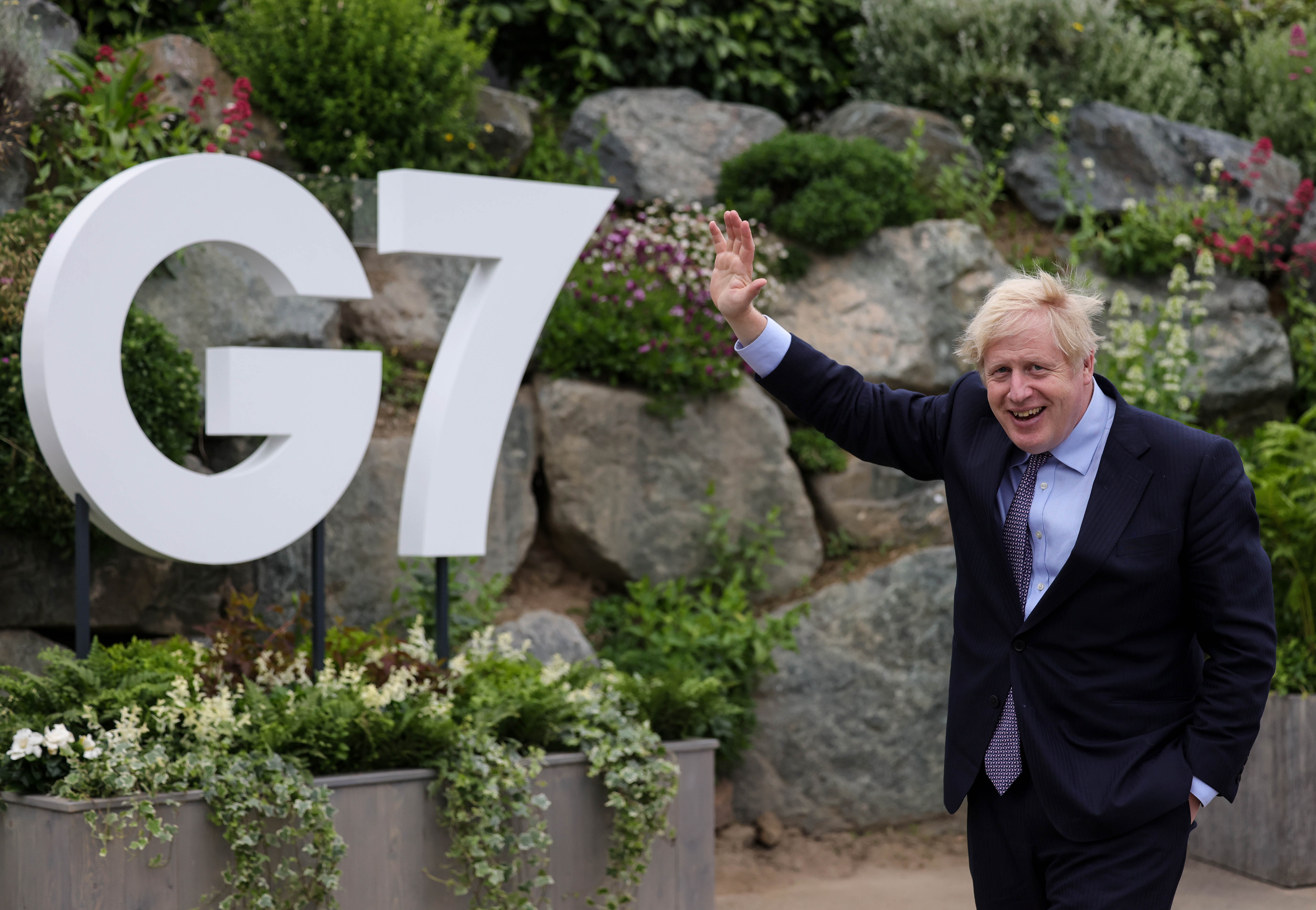
Борис Джонсон председатель 47 саммита G7.

Борис Джонсон который являлся председателем на этой встрече, пригласил на неё лидеров Индии, Республики Корея, Австралии а также ЮАР. Многие эксперты высказали мнение что Борис Джонсон пытается расширить «Большую семерку» до формата «Большой десятки», форума для стран с ведущей демократией.
Саммит 2021 года стал первым для президента США Джо Байдена и премьер-министра Италии Марио Драги, и последним для канцлера Германии Ангелы Меркель. Саммит также был первым и единственным для премьер-министра Японии Ёсихидэ Суга. 
Королева Елизавета II также приняла лидеров стран в рамках проекта «Эдем» после первого дня переговоров. Также этот саммит включает собой некоторые функции, взятые из отменëнного из-за пандемии COVID-19 46-го саммита.
| Страна           | Представитель        | Должность             |
| Канада           | Джастин Трюдо        | Премьер-министр       |
| Франция          | Эмманюэль Макрон     | Президент             |
| Германия         | Ангела Меркель       | Канцлер               |
| Италия           | Марио Драги          | Премьер-министр       |
| Япония           | Ёсихидэ Суга         | Премьер-министр       |
| Великобритания   | Борис Джонсон        | Премьер-министр       |
| США              | Джо Байден           | Президент             |
| Европейский союз | Урсула фон дер Ляйен | Председатель комиссии |
| Европейский союз | Шарль Мишель         | Председатель совета   |

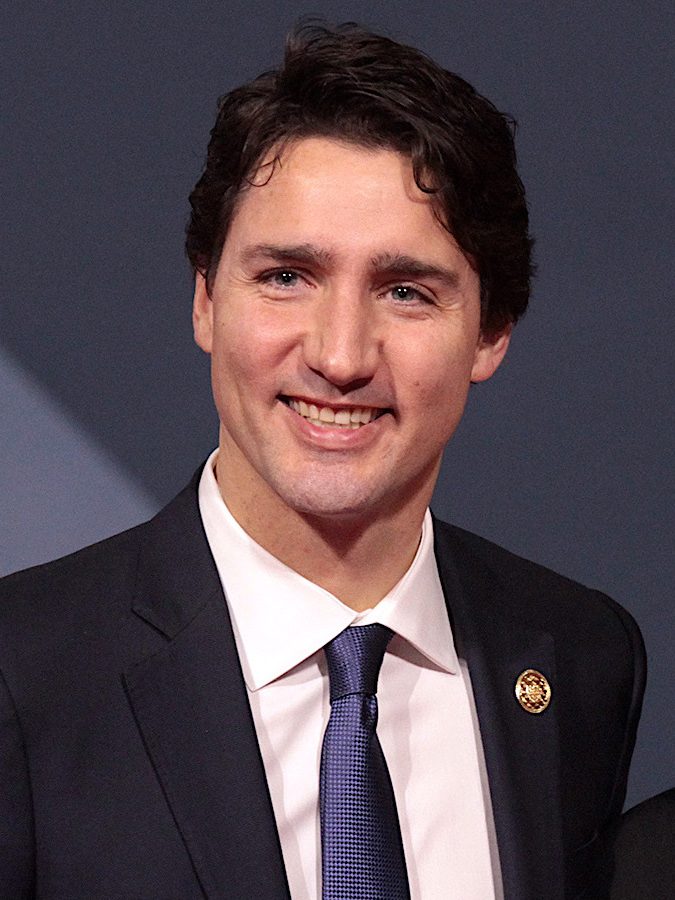
Премьер-министр Канады Джастин Трюдо
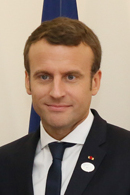
Президент Франции Эмманюэль Макрон
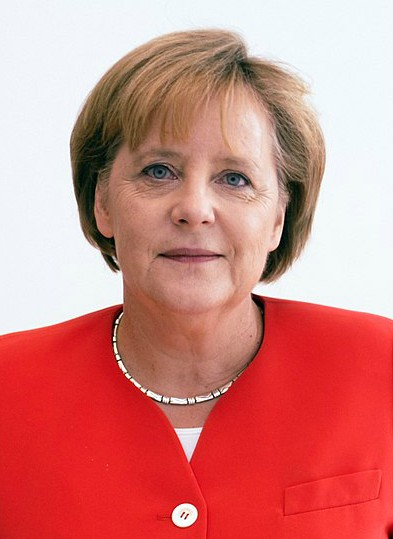
Федеральный канцлер Германии Ангела Меркель
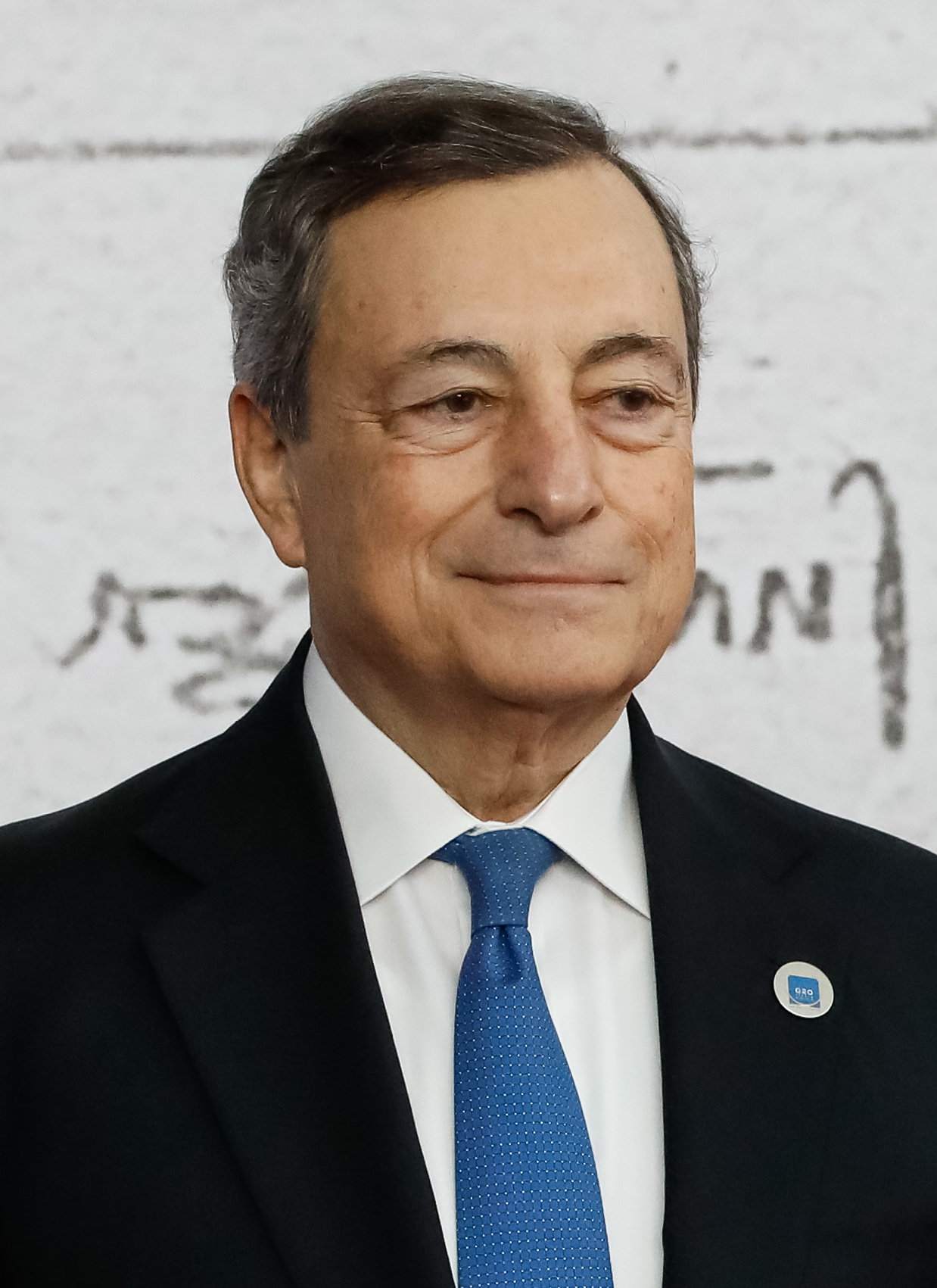
Премьер-министр Италии Марио Драги
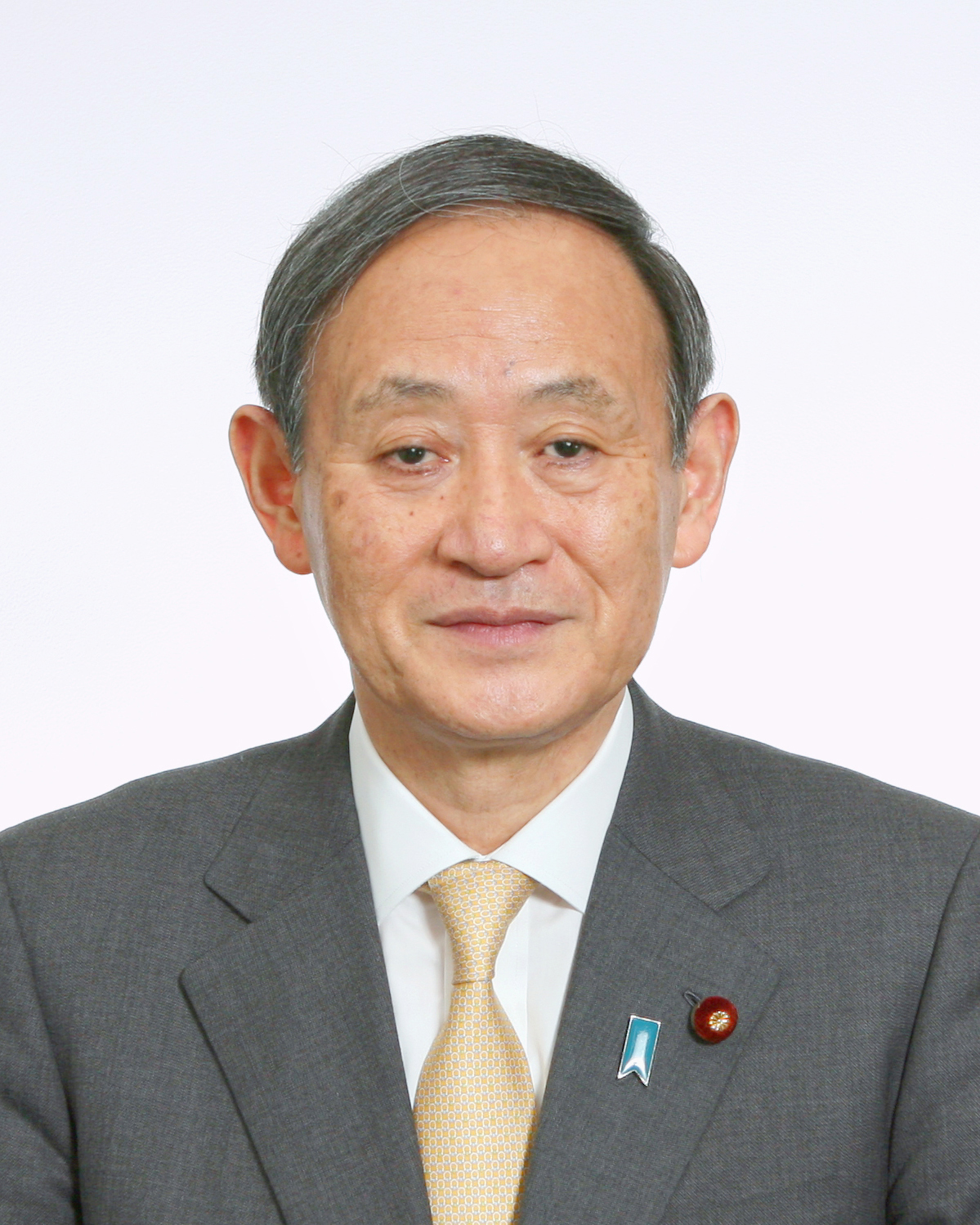
Премьер-министр Японии Ёсихидэ Суга
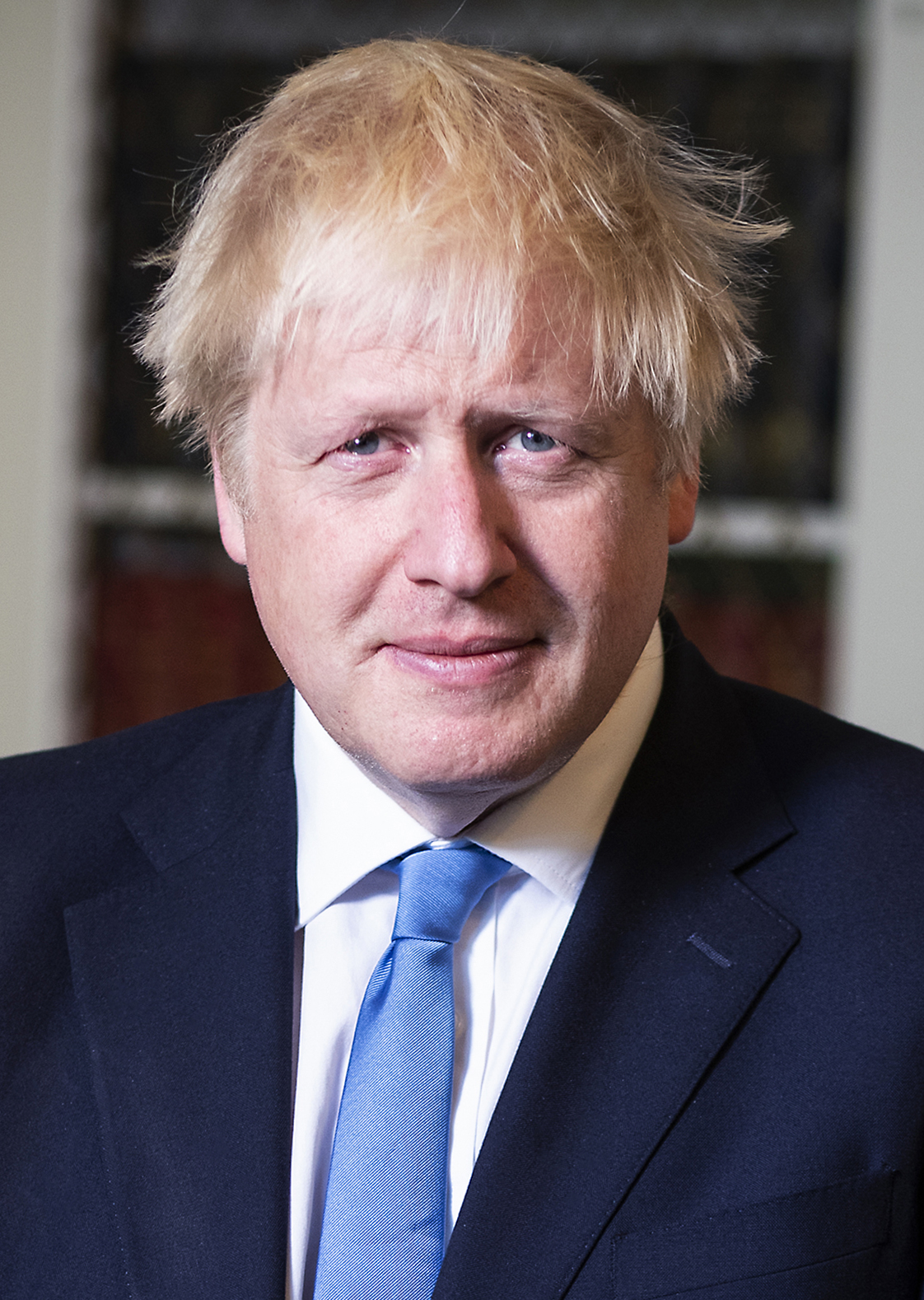
Премьер-министр Великобритании Борис Джонсон
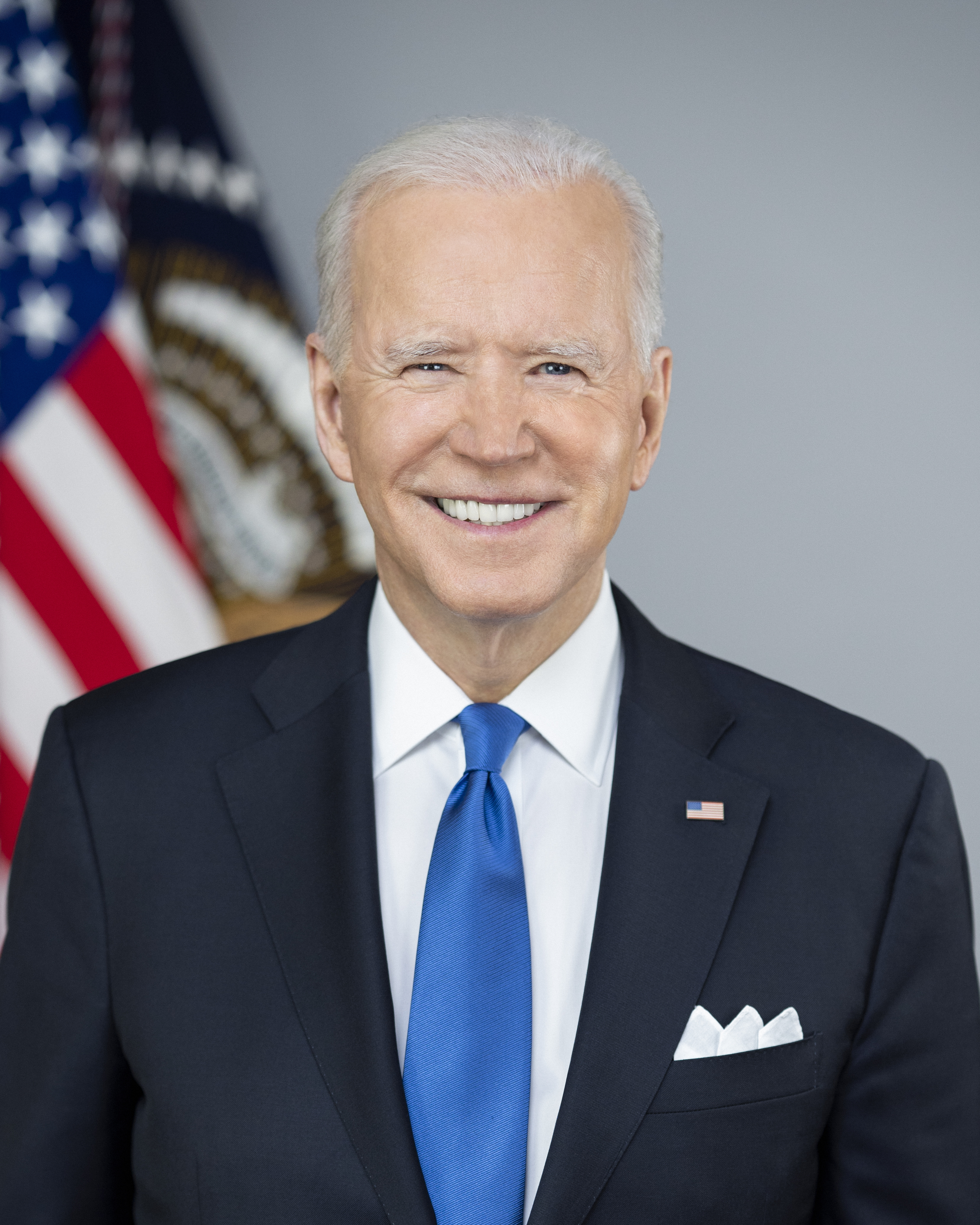
Президент США Джо Байден
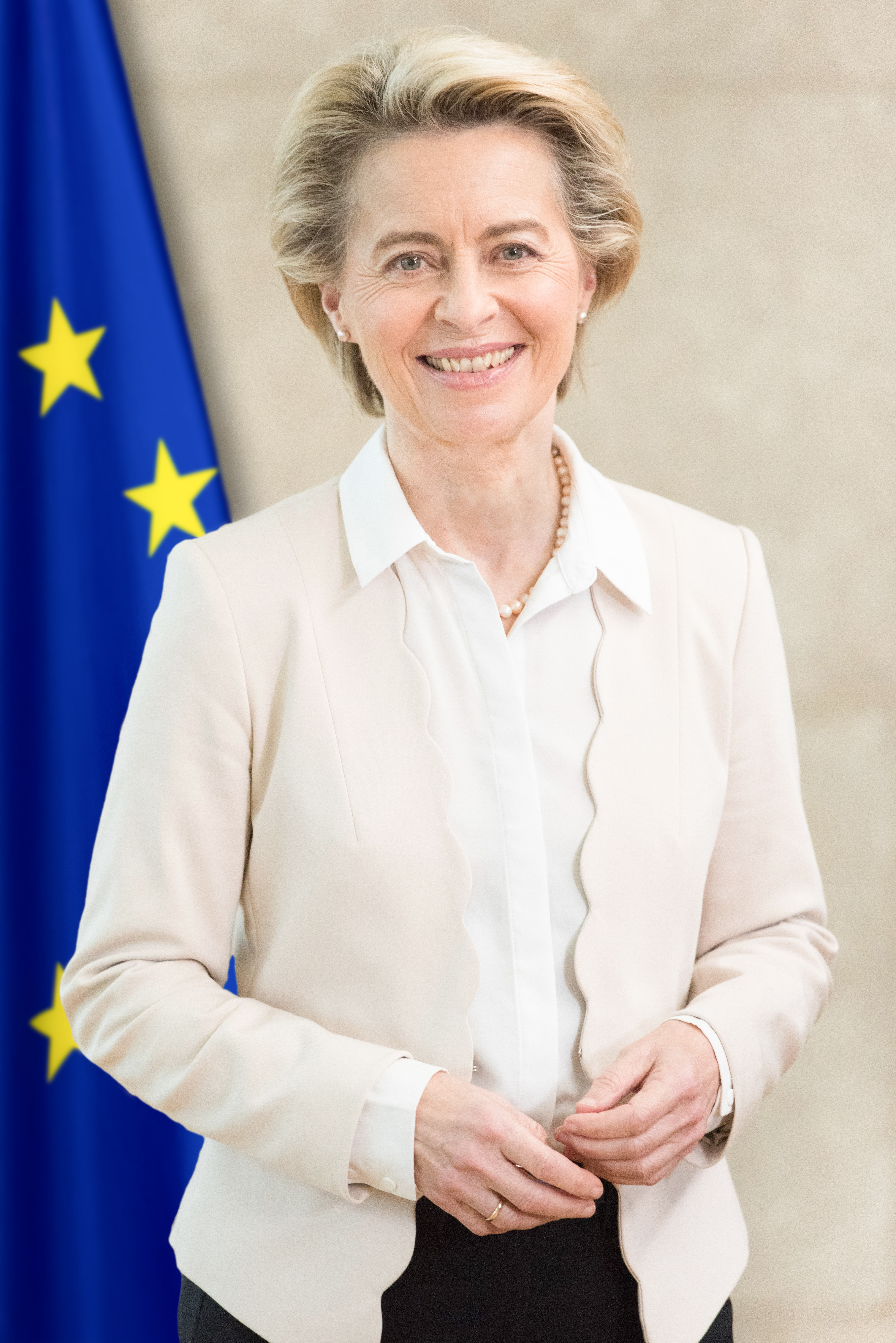
Председатель Европейской комиссии Урсула фон дер Ляйен
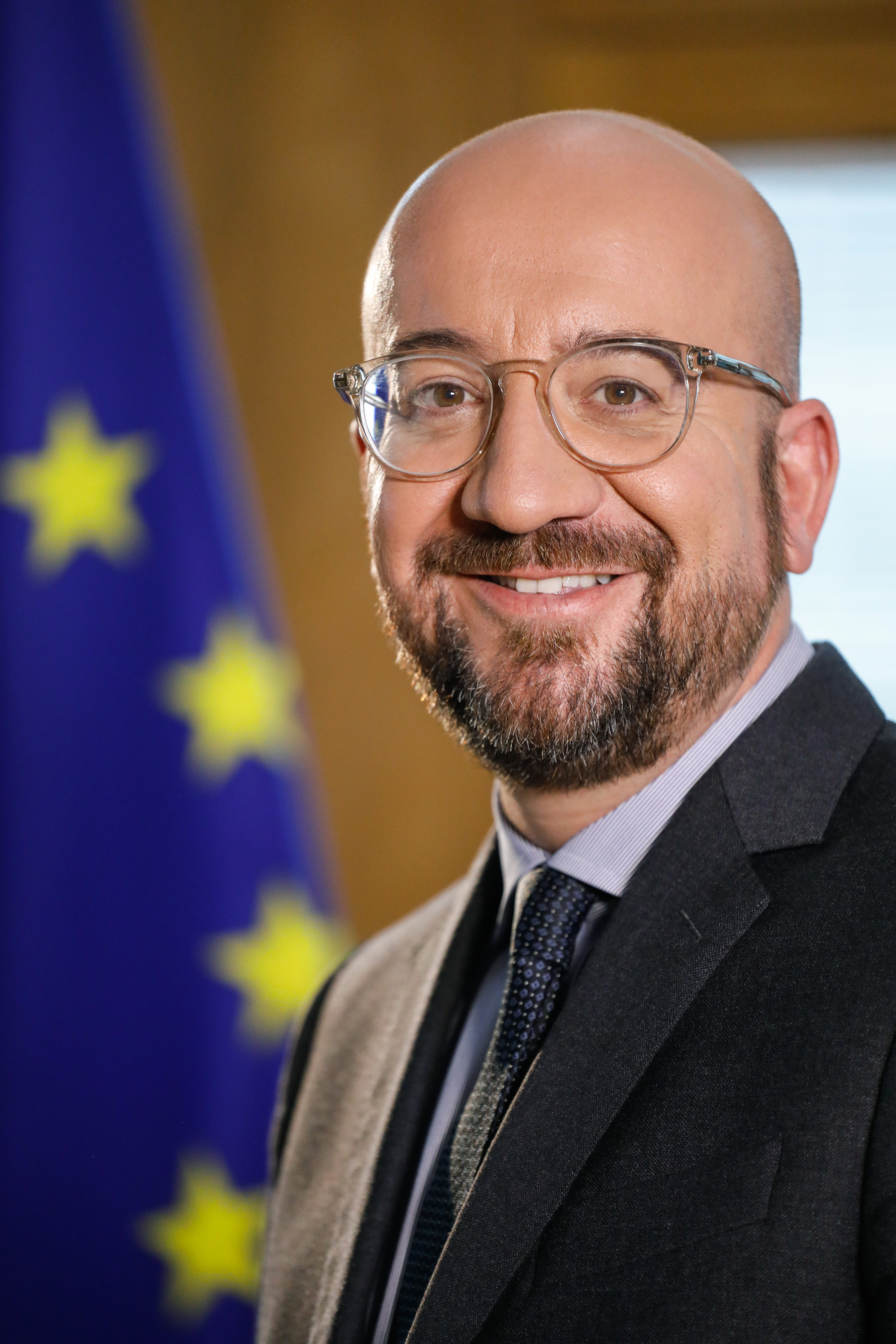
Председатель Европейского совета  Шарль Мишель

## Приглашённые участники
| Страна                      | Представитель  | Должность                             |
| Австралия                   | Скотт Моррисон | Премьер-министр Австралии             |
| Южно-Африканская Республика | Сирил Рамафоса | Президент Южно-Африканской Республики |
| Индия                       | Нарендра Моди  | Премьер-министр Индии                 |
| Республика Корея            | Мун Чжэ Ин     | Президент Южной Кореи                 |

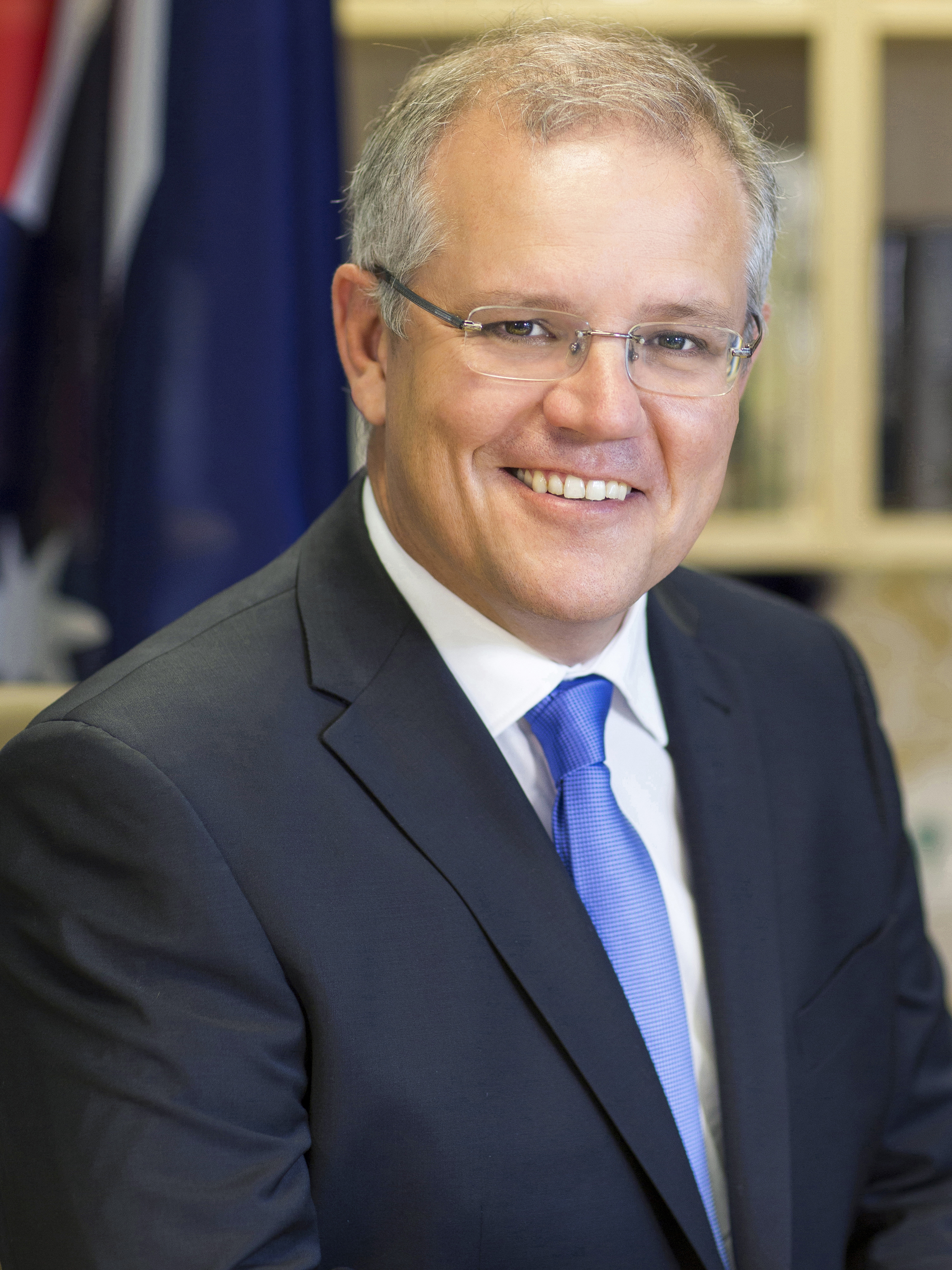
Скотт Моррисон, Премьер-министр Австралии
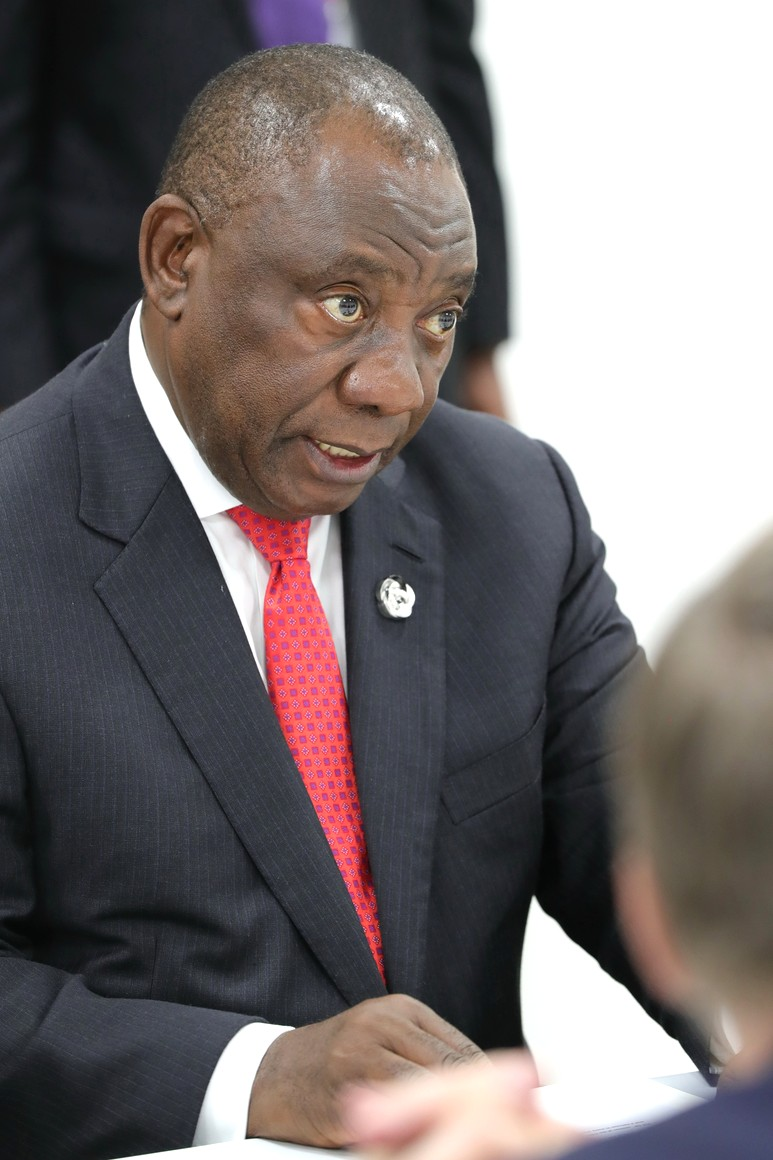
Сирил Рамафоса, Президент Южно-Африканской Республики
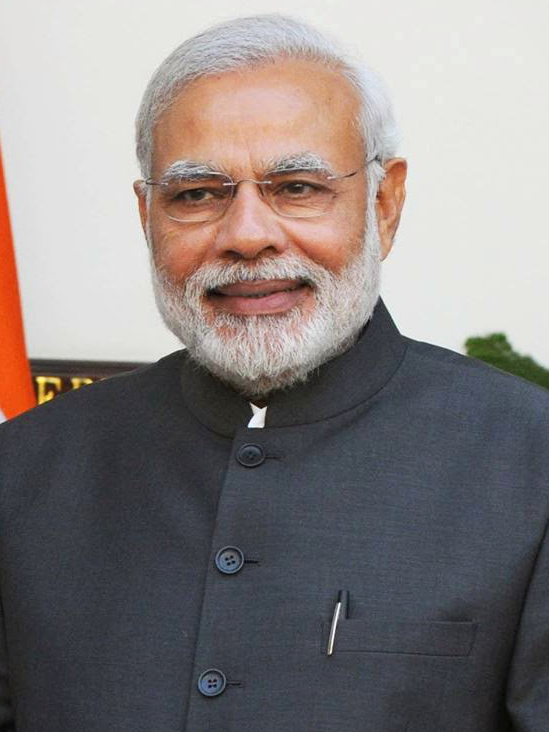
Нарендра Моди, Премьер-министр Индии

## Повестка дня

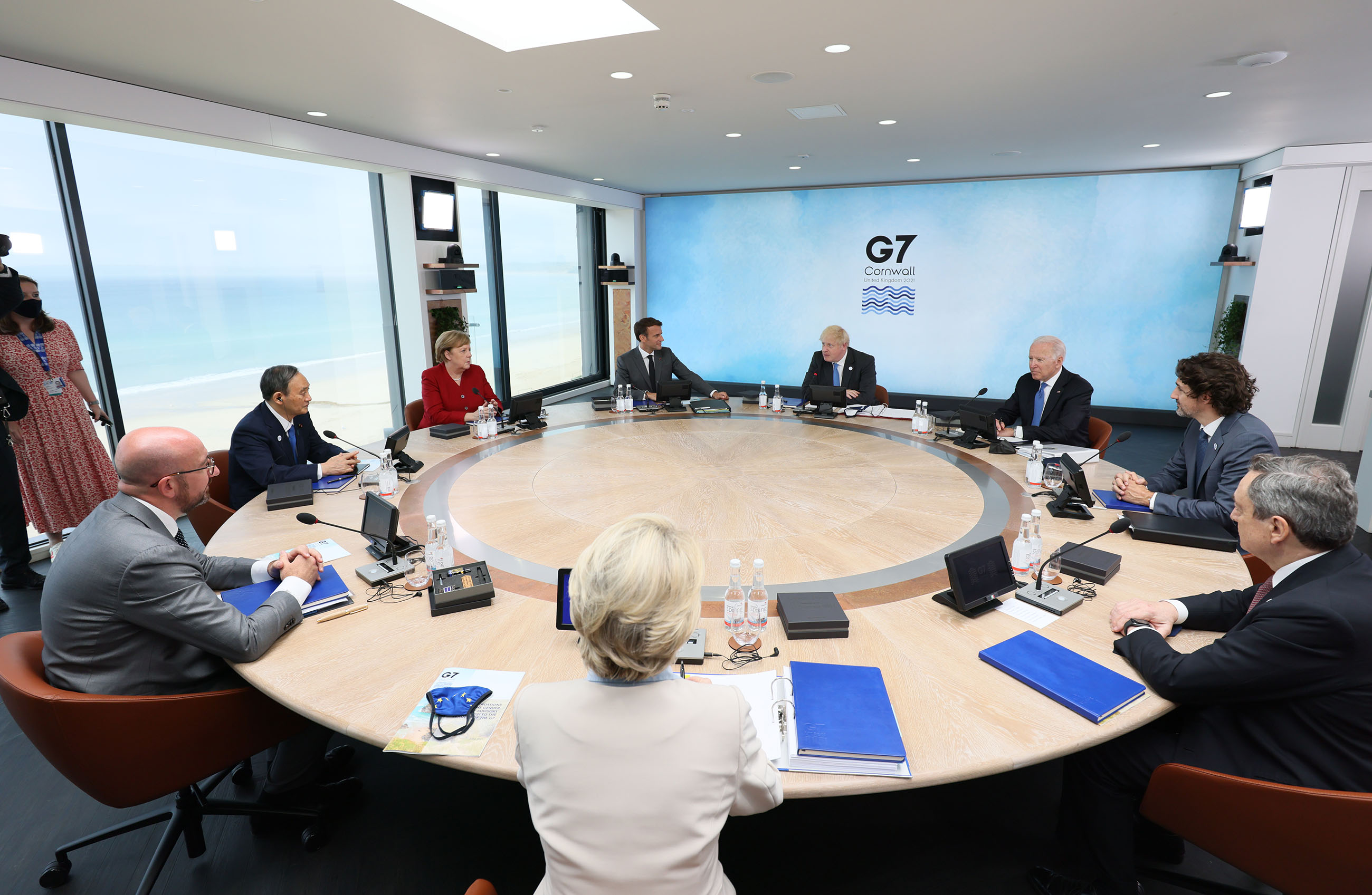
саммит G7 (11 июля 2021)

Темы дискуссии включали в себя последствия пандемии COVID-19 и глобальное потепление. Премьер-министр Великобритании Борис Джонсон призвал «Большую семёрку» разработать глобальный подход к пандемии и обеспечить равномерное распределение вакцины против коронавируса. В конечном итоге лидеры стран договорились передать более 1 млрд вакцин. Президент Южно-Африканской Республики Сирил Рамафоса призвал лидеров активизировать тестирование на COVID-19, также помочь финансово ВОЗ в вопросах тестирования и вакцинации от COVID-19. Значительное внимание лидеров стран также коснулось проблем изменения климата.
Страны «Большой семерки» также призвали к миру в Тайваньском проливе
Стоимость охраны саммита составили 70 миллионов фунтов стерлингов.

## Реакция КНР
Правительство Китая негативно отреагировало на критику со стороны лидеров стран G7 и его послужного списка в области прав человека, при этом посольство Китая в Великобритании обвинило лидеров во «вмешательстве», а также во «лжи, слухах и безосновательных обвинениях». В ответ на призвы к миру в Тайваньском проливе представитель китайского посольства в Лондоне заявил, что «дни, когда глобальные решения диктовались небольшой группой стран, давно прошли».